# نحل حافر
النحل الحافر (بالإنجليزية: Digger bees)‏ (الاسم العلمي: Anthophorini) هي قبيلة ضخمة في الفصيلة الفرعية نحلاوات ضمن العائلة النحلية، يسمى النحل المنتمي الى هذه القبيلة بالنحل الحافر، لكن هذا الاسم يمكن أن تتشاركه أحيانًا بعض أفراد قبيلة Centridini.
تضم هذه القبيلة أكثر من 750 نوعًا منتشر حول العالم، أغلب هذه الأنواع تنتمي الى الجنسين Amegilla وAnthophora.

## الوصف
جميع أنواع النحل الحافر انفرادية المعيشة، رغم أن العديد منها يعشش في تجمعات كبيرة، تبني معظم أنواع هذه القبيلة أعشاشها في التربة، إما في المنحدرات أو على الأرض المسطحة، حيث تنمو اليرقات داخل غٌرف مبطنة بطبقة مقاومة للماء، ولا تقوم بغزل شرانق.
أبرز السمات الشائعة بين أنواع هذه القبيلة والتي يمكن استخدامها لتمييزها عن القبائل الأخرى:
- تتميز هذه الأنواع بأنها كبيرة الحجم نسبيًا يمكن أن يصل طولها إلى 3 سنتيمتر (1.2 بوصة)، وذات أجسام قوية كثيفة الشعر، وجوهها بارزة بشكل واضح، ويغطي الجزء الطرفي من أجنحتها نتوءات مجهرية صغيرة.
- غالبًا ما يكون البطن مخططًا، وفي العديد من أنواع Amegilla المنتشرة في منطقة العالم القديم، تكون هذه الخطوط بلون أزرق معدني.
- تبدو الأجنحة قصيرة بشكل غير متناسب مقارنةً بالانواع الأخرى من النحل.
- يُعرف طنينها بأنه ذو نغمة حادة مرتفعة، خاصةً أثناء طوافها وتغذيتها على الأزهار.
- الذكور تمتلك عادةً علامات وجهية شاحبة بيضاء أو صفراء، بالإضافة إلى تكوينات مميزة في الأرجل وشعر معدّل مميز.

## الأجناس
- نحل ذو النطاقات الزرقاء [الإنجليزية]
- Anthophora
- Deltoptila
- Elaphropoda
- Habrophorula
- Habropoda
- Pachymelus
- †Protohabropoda[2] (منقرض)

## طالع أيضًا
- فثيريا
- دنانيات
- نحل طويل القرون
- نحل العسل